# Association Alliance universelle
 (avril 2009).
Améliorez-le ou discutez des points à vérifier. 
L’Alliance Universelle est une association culturelle créée en août 1983 et dirigée par la fille de Georges Roux, Jacqueline, jusqu’en 2017, date de son décès. Le président actuel est Pierre Moorkens.
Elle fait suite à l’Église chrétienne universelle, association cultuelle que les témoins parisiens et toulonnais de Georges Roux, communément surnommé « le Christ de Montfavet », avaient fondée en 1952 (voir Historique).
Georges Roux se disait « Nouveau Témoin du Père » (Mission Divine, p 50), capable de guérir, lui ainsi que ses adeptes par ce qu’il a appelé « le Verbe », charisme prétendant mettre à la portée de l’homme l’expression de la présence divine. Il promettait à ses contemporains la « Cité de Dieu […] sur la Terre » (Mission Divine, p 207) s’ils correspondaient à son Enseignement.
Dans les années 1950, des polémiques débouchant sur des procès eurent lieu à la suite de quatre décès prétendument sans soins (voir controverses et polémiques).

## Historique
Georges Roux, est né le 14 juin 1903, à Cavaillon, dans le Vaucluse. Son 1er prénom est Ernest, mais il a choisi le 2e, Georges (cf « Attestation d’hérédité » chez Maître Liffran, Cavaillon). Il accomplit son service militaire en Allemagne en 1923 lors de l'occupation de la Ruhr. Son père voulait faire de lui un ingénieur, mais il préféra se présenter à un concours des Postes.
La carrière de postier de celui que la presse appellera plus tard « le facteur » se déroule principalement de 1928 à 1933 à Paris et de 1939 à 1953 à Avignon, où il occupera au tri postal les fonctions d'inspecteur-adjoint faisant office de chef de brigade. Cet emploi aura seulement correspondu à des besoins financiers ponctuels, car il était « nanti d’une solide fortune personnelle » et avait fait l'acquisition dès 1933 d'une belle propriété à Montfavet, près d'Avignon, après une jeunesse parisienne dans les milieux artistiques.
Musicien averti, il avait fondé un orchestre avec les lauréats du Conservatoire de la capitale sous la direction de Jack Zadikoff. Sur le plan littéraire, il avait abondamment écrit mais encore rien publié : de la poésie (Le Cercle d'Airain, qui aurait retenu l’attention d’André Gide), du théâtre (dont Les Bienheureux, Le vent se lève, La jetée et Scories) et des romans (dont Le toit de paille). Ces ouvrages seront publiés par la suite, dans les années 70 (Georges ROUX Editeur).
Elizabeth Barbier dédicace le 1er tome de « Les gens de Mogador » (1947) à Jane et Georges Roux.
Il correspond et collabore avec Alice Cluchier, poétesse locale réputée. Il compose une mélodie sur son poème « Harmonie crépusculaire » (1946).
Ce document, comme une grande partie de ses œuvres, est accessible au public grâce à un « Fonds Alliance Universelle, Georges ROUX (101 Z) », créé le 13 mars 2018 aux Archives de la ville d’Avignon.
En 1928, il se marie avec Jane Robert. Ils auront six enfants, élevés dans les institutions religieuses avignonnaises. En 1947, il manifeste un  pouvoir de guérison qu'il transmet à ses proches. Sa maison devient alors soudainement le rendez-vous de malades innombrables, venant de la France et de l'étranger. Dès 1949, il présente son enseignement dans des ouvrages à contenu spirituel. Il ira jusqu’à lancer, dans la revue Samedi-Soir, un « défi à la médecine » qui ne sera pas relevé.
À partir de 1951, ses disciples organisent des réunions afin de dispenser l'enseignement de celui que l'on surnomme maintenant le « Christ de Montfavet ». Ses enfants encore jeunes ayant été renvoyés des écoles confessionnelles, Georges Roux décide de fonder son propre mouvement. C'est ainsi que naît l'Église chrétienne universelle, enregistrée en décembre 1952 en tant qu’association cultuelle, auprès de la préfecture de Paris, avant de l'être dans le Vaucluse.
En 1954, Georges Roux envoie plusieurs courriers au pape Pie XII pour que celui-ci le reconnaisse comme le « Christ re-manifesté », mais celui-ci n'a pas donné suite à ses lettres allant même jusqu'à l'accuser d'« hérétique blasphémateur ».
Il adresse aussi plusieurs lettres à des célébrités de l’époque, dont certaines seront rendues publiques (Georges Duhamel, Louis Leprince-Ringuet, François Mauriac, Jean d’Ormesson…).
En 1955, ses disciples se présentent aux élections dans six départements et obtiennent environ 10 000 voix.
Les disciples de l'Église chrétienne universelle sont appelés, à l'époque, les « Témoins du Christ ». Ils font preuve d'un prosélytisme inlassable jusqu'en 1980, date annoncée d'un grand renouveau millénariste .
Georges Roux meurt le 26 décembre 1981.
Le 9 août 1983, après dissolution de l'Église chrétienne universelle, est fondée l'Alliance universelle, association culturelle régie par la loi de 1901. L'Eglise Universelle avait des centres par villes. Il n'y a qu'une "Alliance Universelle".

## Doctrine
Elle trouve sa base dans les trois ouvrages écrits par Georges Roux : Journal d'un guérisseur (1950), Paroles du Guérisseur (1950), et Mission divine (1951) ; puis dans un mensuel intitulé Messidor.
-      Journal d'un guérisseur est une fiction située au XIXe siècle relatant les circonstances du « guérissage » à caractère mystique. La préface de l’ouvrage promet au lecteur qui le désire de pouvoir réaliser à son tour de telles guérisons.
-      Paroles du guérisseur développe une forme d'enseignement autour de cette expérience.
-      Mission divine contient l’affirmation par l’auteur de l’origine divine de son message et son explication de la raison d’être de la Création.

-      La revue Messidor qui parait mensuellement, de 1951 au début des années 1980 relève de ce type de spiritisme attesté par le sociologue Régis Dericquebourg, en ce sens qu'elle prétend donner la parole à certains êtres, dépouillés de leur corps mais encore vivants, selon l’Alliance Universelle, dans une suite de messages s'étendant sur plus de vingt années.
Georges Roux affirme pour sa part être le « Masque » de Dieu (Messidor N°18). Il fait entendre progressivement que le « Verbe » se manifesterait par lui, pour expliciter ce qui fut révélé par les précédentes interventions divines dont il dresse une liste qu’il déclare incomplète : Krishna, Rāma, Zoroastre, Ormuzd, Quetzalcóatl, Moïse et Jésus. En clair, il est question d'incarnations divines.
Il exprime une critique des Églises chrétiennes, qui selon lui ont perdu au fil du temps leur sens premier. Il adresse des courriers au pape Pie XII, pour un appel à une prise de conscience du rôle véritable que devrait jouer l'Église pour faire de la Terre une « communion d'humains ». Il explique également l'incompréhension des hommes face au phénomène christique et au dogme sacrificiel, ainsi que « l'inexistence de Satan, du fait du libre choix de chacun face à Dieu ».
À partir de 1965, le mythe millénariste de l'établissement de la « Cité fraternelle planétaire » pour le 1er janvier 1980 au plus tard permit de serrer les rangs au long des quinze années suivantes, même si cela déboucha logiquement à date échue sur une démobilisation plus ou moins bien vécue. Georges Roux ne laisse pas de structures derrière lui mais un héritage intellectuel , spirituel et humain (les « Sentiments Humains », selon la littérature de l'Alliance).

## Pratiques
Les assemblées actuelles de l'Alliance universelle, hebdomadaires, sont nommées « Communions de l'Esprit ». Elles consistent en échanges entre participants et dans l'accueil du « Verbe ». Le « Verbe » serait l’expression orale de Dieu par l’homme, les paroles que souhaiterait nous adresser le « Père divin ».  
Une pratique alimentaire principalement végétarienne est conseillée, consommée crue de préférence. Est pointée, depuis avant 1950 la nocivité de l'alcool, du café, du thé, des conserves et des graisses cuites ; ainsi que celle des drogues et du tabac.
Pour le « traitement » de la maladie, la recherche et la résolution de la cause du mal, aidées par l'accueil du « Verbe » (cf supra) sont préconisées. En cas de nécessité, rien n'interdit le recours à la médecine et aux médicaments. Extrait de l’interview de Georges Roux dans le N°295 de l’hebdomadaire « Samedi Soir » du 24 février 1951 :
« - Donc, à votre avis, les médecins sont pour le moins inutiles ?
- Nullement. Ce n'est pas moi qui, par un renversement absurde des situations, irai leur faire la guerre. Leur art, la science humaine, il n'est pas question de les diminuer et encore moins, ce qui serait stupide, de les nier. Il s'agit de les vivifier, de leur adjoindre la science totale, celle sans qui la science humaine devient trop souvent et malgré les apparences, génératrice du mal. »
Les adhérents participent à la diffusion de l'enseignement. Au début des années 1950, des ventes de journaux et revues étaient organisées lors de foires-expositions ou autres manifestations de grandes villes. Ensuite la pratique du porte à porte et des contacts dans les rues a pris le relais jusqu'en 1980. Actuellement, chacun des adhérents s'exprime comme il l'entend au sein de son milieu social et professionnel, chacun étant libre de partager ou non son expérience.

## Organisation
Il n'y a pas de hiérarchie déclarée au sein de l'Alliance universelle. Jacqueline Roux, fille de Georges Roux, en fut présidente jusqu’à sa mort, le 15 octobre 2017. Le conseil d'administration, élu pour cinq ans, se réunit régulièrement et l'assemblée générale se tient chaque année lors de la fête de Pâques. L'association indique que les résultats financiers sont communiqués au centre des impôts d'Avignon.
Il n’y a pas de communauté constituée, chacun vivant librement sa vie et se retrouvant une fois par semaine pour la « Communion de l’Esprit » et quelques jours par an (Pâques, 21 juin, 15 août, 1er novembre), au siège social de l'association, à Avignon.

## Publications, répartition et effectifs
Dans les premiers temps, quatre supports étaient édités pour diffuser l'information de l'enseignement sous diverses formes. Deux journaux hebdomadaires : Lumière et Le Témoin de la Vie, la revue mensuelle Messidor et une annuelle, le bulletin de l’Agence Chrétienne d’Information. Il n’y a plus de publications actuellement, les seules diffusées font partie des anciennes.
L'Alliance universelle réunit aujourd’hui des membres dans plusieurs pays d'Europe (en France, en Espagne, en Belgique, en Suisse, en Allemagne, en Italie), ainsi qu'au Congo (Brazzaville), en République démocratique du Congo, aux États-Unis et au Canada.
Alors que le nombre de membres a atteint le maximum de 5 000 entre 1955 et 1960, les effectifs ont progressivement diminué dans les années suivantes. En 1954, les 5 000 membres sont répartis dans une cinquantaine de groupes locaux principalement localisés à Marseille, Nantes, Paris, Strasbourg, Toulon, dans l'Yonne, le Vaucluse, une partie du midi méditerranéen et à Milan en Italie. À partir de 1981, la moitié des adhérents se situait hors de France. Actuellement, le nombre d’adhérents est de plusieurs centaines, aux dires de l'Alliance.
Les membres de l'association semblent surtout urbains et issus des classes moyennes (instituteurs, employés, entrepreneurs).

## Controverses et polémiques

### Commission sur les sectes
L'association est citée comme mouvement "évangélique/guérisseur" (page 61) dans le rapport no 2468 établi par une commission parlementaire. Celle-ci a établi des critères « parmi les indices [utilisés par les Renseignements généraux] permettant de supposer l’éventuelle réalité de soupçons conduisant à qualifier de secte un mouvement se présentant comme religieux » (rapport Gest, p. 13). Cette liste, ainsi que le travail de la commission parlementaire, ont été et demeurent donc controversés. Bien que n’ayant pas de valeur juridique et contre la prescription de la circulaire Raffarin, ils restent la base de la qualification de « secte ». 
Les associations anti-sectes et la commission parlementaire évoquent des pratiques potentiellement nuisibles[réf. nécessaire].
De son côté, la présidente du mouvement, Jacqueline Roux, a écrit une lettre au président de la commission parlementaire, Alain Gest, au lendemain de la publication de ce rapport, dans laquelle elle récuse les critiques faites à son association : elle affirme la « transparence » de celle-ci, ainsi que « l'indépendance d'esprit », « la liberté d'action » et « l'intégration sociale » de ses membres.
Concernant l'apport original de Georges Roux, le sociologue Dericquebourg a relevé nombre d'éléments gnostiques, voire spirites, situant celui-ci davantage dans le secteur ésotérique, que dans les types « évangélique » et « guérisseur » attribués dans ce rapport.

### Morts dans des circonstances controversées
Georges Roux, contrairement à ce qui a été dit[réf. nécessaire], ne fit l'objet d'aucune plainte, ni pour exercice illégal de la médecine, ni pour non-assistance à personne en danger. Lui-même écrivit au président du tribunal de Gap pour être entendu lors de l'affaire Payan, mais ne reçut aucune réponse. Il fut seulement entendu quelques instants, comme témoin, lors de l'affaire Joëlle Debray, mais sans aucune suite.
- En octobre 1953, la mort d'Yves Payan, âgé de 13 ans, déjà gravement malade, a conduit ses parents devant le tribunal correctionnel de Gap, sur accusation anonyme. Cet adolescent, atteint depuis la naissance, entre autres de rhumatismes articulaires, était suivi médicalement depuis plusieurs années. Les médecins avaient perdu tout espoir de le guérir. Après témoignage à la barre du Dr Fournier, les époux Payan furent relaxés. Le procureur de Gap fit appel de la décision et obtint une condamnation de principe.
- La mort de la jeune Chantal Darremont en mars 1954, à la suite d'une bronchite capillaire aiguë, a entraîné la mise en examen de la tutrice de l'enfant pour non-assistance à personne en danger. Après une ordonnance de non-lieu signée par le juge d'instruction M. Cosnard, cette personne est soumise à l'enfermement psychiatrique (destiné à lui faire perdre « ses fausses conceptions »), dont elle sortira quelques mois après.
- En septembre de la même année, Joëlle Debray, un nourrisson âgé de trois mois, meurt subitement au cours d'un déplacement en train en compagnie de ses parents. Quelques jours auparavant, le bébé avait été examiné par le Dr Combalot, de Marseille, qui l'avait déclaré apte à effectuer ce voyage[15]. Les parents furent mis en examen, incarcérés puis relâchés quelques jours après, à la suite de l'audition de Georges Roux par le juge d'instruction. Le procès qui suivit les condamna à quelques mois avec sursis.

On parle également de morts d’adultes controversées[réf. nécessaire] :
- Willy Baruch, soigné médicalement pour insuffisance cardiaque, mourut à l’issue d’une crise à Montfavet en mars 1954. Le permis d'inhumer fut normalement délivré.
- Raymond Joutard mourut en juillet 1954 après avoir refusé d’être soigné à la suite d’un accident de voiture.

### Doctrine apocalyptique
Peu après le passage de sa fille Jacqueline aux Dossiers de l’écran, Georges Roux fait annoncer dans les journaux de l’Eglise Chrétienne Universelle que l’humanité était « en danger total » d’ici le 1er janvier 1980, date évoquée depuis 1963. Si d’ici cette date, les hommes ne reconnaissaient pas la vérité qu’il proclamait, ne devaient rester sur terre « en dehors de quelque deux à trois cents millions d’enfants, que les hommes ayant assez bien « choisi » pour que Je les puisse transformer en Humains » (« Lumière » N° 253, 1975).
En 1980, le jour prévu, ce qu’avaient cru la plupart des adeptes ne se réalisant pas comme ils l’avaient imaginé, une partie des membres quittèrent l’association.